# Sverre
Cette page présente le prénom Sverre ainsi que ses variantes.
Sverre (variante : Sverri) est un prénom masculin scandinave dérivé du vieux norrois Sverrir, qui peut désigner une personne agitée, sauvage. Dans les pays nordiques, il est surtout porté en Norvège. Sa variante islandaise est Sverrir.
Le prénom Sverre est à l'origine du patronyme suédois Sverresson et du patronyme islandais Sverrisson, signifiant « Fils de Sverre/Sverri(r) ».

## Personnages historiques
- Sverre de Norvège (mort en 1202), roi de Norvège de 1184 à 1202.

## Personnalités portant ce prénom
Par ordre alphabétique
- Sverre Andersen (1936–2016), gardien de but norvégien ;
- Sverre Bergh (1915–1980), compositeur et organiste norvégien ;
- Sverre Brandhaug (né en 1959), joueur de football norvégien ;
- Sverre Brodahl (1909–1998), fondeur et spécialiste du combiné nordique norvégien ;
- Sverre Fehn (1924–2009), architecte et professeur d'architecture norvégien ;
- Sverre Hansen (1913–1974), joueur de football norvégien ;
- Sverre Hilmar Hansen (1899–1991), athlète norvégien ;
- Sverre Hassel (1876–1928), explorateur polaire norvégien ;
- Sverre Haugli (1925–1986), patineur de vitesse norvégien ;
- Sverre Haugli (né en 1982), patineur de vitesse norvégien ;
- Sverre Isachsen (né en 1970), pilote automobile norvégien ;
- Sverre Istad (née en 1965), biathlète norvégien ;
- Sverre Kjelsberg (1946–2016), chanteur, musicien, compositeur et parolier norvégien ;
- Sverre Kolterud, (1908–1996), spécialiste norvégien du combiné nordique ;
- Sverre Løken (né en 1960), avironneur norvégien ;
- Sverre Nordby (1910–1978), joueur de football et de bandy norvégien ;
- Sverre Lunde Pedersen (né en 1992), patineur de vitesse norvégien ;
- Sverre Petterssen (1898–1974), météorologiste norvégien ;
- Sverre Riisnæs (1897–1988), juriste et homme politique norvégien ;
- Sverre Rotevatn (né en 1977), spécialiste norvégien du combiné nordique ;
- Sverre Sørsdal (1900–1996), boxeur norvégien ;
- Sverre Stenersen (1926–2005), sauteur à ski, fondeur et spécialiste du combiné nordique norvégien ;
- Sverre Strandli (1925–1985), athlète norvégien.

- Pour l'ensemble des articles sur les personnes portant ce prénom, consulter :
  - la liste des articles dont le titre commence par ce prénom
  - les listes produites par Wikidata : Liste des personnes de prénom « Sverre » — même liste en incluant les éventuels prénoms composés qui contiennent « Sverre ».

## Variante Sverrir
- Sverrir Gudnason (né en 1978), acteur suédois ;
- Sverrir Ingi Ingason (né en 1993), joueur de football islandais.

- Pour l'ensemble des articles sur les personnes portant ce prénom, consulter :
  - la liste des articles dont le titre commence par ce prénom
  - les listes produites par Wikidata : Liste des personnes de prénom « Sverrir » — même liste en incluant les éventuels prénoms composés qui contiennent « Sverrir ».